# Aliança (acordo)
Aliança, no sentido de acordo, é um pacto entre duas ou mais partes objetivando a realização de fins comuns.

## Características
Uma aliança pode ser realizada em diversos âmbitos: militar, comercial, político, dentre outros. Normalmente, uma aliança combina elementos de diversos destes âmbitos, podendo haver preponderância de um deles.
Alguns passos são costumeiramente seguidos em alianças. Em primeiro lugar, uma aliança tem uma fase prévia de estudos e negociações, em que cada parte procura obter as melhores condições.
Chegando-se a um denominador comum, realiza-se uma formalização do acordo atingido. Ainda que seja possível estabelecer uma aliança informalmente, esta não é a praxe. O rito de formalização atende, a um só tempo, a dois objetivos: cria nos participantes o sentido de compromisso e fornece elementos palpáveis para que se cobre o cumprimento do que venha a ser acordado.
A fase seguinte é a da execução, em que os partícipes devem estar preparados para a oposição de antagonistas, a ocorrência de fatos contrários ao que foi planejado, bem como a eventual falha por parte dos demais aliados, deliberadamente ou não.
Uma aliança pode ser firmada por prazo determinado ou não. Na primeira hipótese, o término pode ter por causa o decurso de tempo ou a ocorrência de determinado fato.
O rompimento de uma aliança pode ocorrer de forma consensual ou não, ressalvado que, por força de limitações legais, nem sempre é possível operar a rescisão.

## Aliança militar

As principais alianças militares atuais:
OTAN, PDSC
OCX, OTSC
CDSA
CPS

Tem-se aliança militar quando duas ou mais forças bélicas, constituídas sob comandos centrais distintos, unem-se para promover ou repelir um ataque, podendo ser firmada em tempos de paz ou de guerra.
Em geral, as alianças militares são celebradas formalmente, por meio de tratado diplomático que assegura a mútua assistência em caso de ataque a qualquer um dos membros. Há casos em que esta formalidade não passa de um pretexto para organizar um ataque, na tentativa de evitar o desgaste que traz o fato de ser o iniciador de uma guerra.
Algumas das mais importantes alianças militares ao longo da história foram:
- Santa Aliança, formada em 1815 no Congresso de Viena por Rússia, Áustria, Prússia e Reino Unido, após a derrota de Napoleão Bonaparte;
- Tríplice Aliança, formada por Brasil, Argentina e Uruguai contra o Paraguai, na Guerra do Paraguai;
- Tríplice Entente, formada por França, Reino Unido e Rússia, durante a I Guerra Mundial;
- Tríplice Aliança, formada por Alemanha, Império Austro-Húngaro e Itália, também durante a I Guerra Mundial, em oposição à Tríplice Entente;
- Eixo, formada por Alemanha, Itália e Japão, durante a II Guerra Mundial;
- Aliados, formada sob a égide dos Estados Unidos, do Reino Unido, da França, da URSS e da China, também durante a II Guerra Mundial, em oposição às potências do Eixo;
- Organização do Tratado do Atlântico Norte (OTAN), formada pelo Canadá, Estados Unidos e por países da Europa alinhados aos EUA, durante a Guerra Fria, tendo resistido ao fim das hostilidades;
- Pacto de Varsóvia, formada por países do leste europeu alinhados à URSS, em oposição à OTAN, tendo sido dissolvida após o fim da Guerra Fria.
- Organização do Tratado de Segurança Coletiva (OTSC), uma aliança militar intergovernamental assinada em 15 de maio de 1992. Liderada pela Rússia faz oposição á OTAN são membros Rússia, Arménia, Bielorrússia, Cazaquistão, Quirguistão, Tajiquistão e Uzbequistão. A China, Irã, Coreia do Norte e Ucrânia são possíveis candidatos à adesão;
- Conselho de Defesa Sul-Americano (CDPA), formada por todos os membros da União de Nações Sul-Americanas (UNASUL).

## Aliança comercial
Uma aliança comercial pode ser firmada por duas ou mais empresas, bem como pode ser firmada por dois ou mais países.
O principal objetivo de uma aliança comercial é a otimização de esforços para conquistar consumidores ou fornecedores ou, ainda, para desenvolver determinado produto ou serviço em conjunto. Outra meta habitualmente buscada em alianças comerciais é a fixação de preços mínimos, prática muitas vezes proibida por lei.
Entre empresas, é comum a celebração de acordos tais como joint ventures e cartéis, por meio de contratos, escritos ou não. Já entre países, é comum a celebração de tratados diplomáticos visando à estipulação de regras de comércio exterior.
Como exemplo de aliança entre empresas pode ser citado o consórcio responsável pelo desenvolvimento do DVD.
Os blocos económicos (União Europeia, Mercosul) são exemplos de alianças comerciais entre países. Ainda que haja um forte componente político, o fator económico é preponderante.
Outro exemplo de união entre países é o cartel formado pela OPEP.

## Aliança política
Uma aliança política pode ser celebrada no plano internacional ou no plano nacional. Em ambos os casos, podem-se encontrar componentes ideológicos, assim como meros interesses de conquistar mais poder ou dinheiro.
Nas democracias ocidentais modernas, os partidos políticos são o canal por excelência para a celebração de alianças. Todavia, outras organizações da sociedade também são partes ativas no jogo político.
Exemplo arquetípico de aliança política foi a realizada pela burguesia, pela plebe e pelo baixo clero, no curso da Revolução Francesa.
Na história contemporânea, pode ser registrado, dentre tantos outros exemplos, o movimento brasileiro Diretas já, que reuniu diversos segmentos da sociedade na luta pela eleição direta para presidente.
Outra forma bastante comum de aliança política é a coligação eleitoral, em que dois ou mais partidos se unem para disputar eleições. Entretanto, é comum que se efetuem alianças políticas mesmo após as eleições, a fim de assegurar a governabilidade, sobretudo nos sistemas parlamentaristas.
No plano internacional, podem ser citados como exemplos de alianças políticas a Interpol, a Comunidade Britânica (Commonwealth) e a Organização Internacional da Francofonia (Organisation internationale de la francophonie).

## Outras formas de aliança
Em verdade, existem várias situações da vida humana que podem ser consideradas como uma aliança. Para tanto, é preciso que haja a comunhão de esforços entre duas ou mais partes para a consecução de objetivos. Assim sendo, o casamento pode ser considerado uma aliança, devido ao fato de que o casal soma esforços para criar filhos ou para construir patrimônio, e também a união de pessoas para constituir uma instituição (empresa, associação, entidade, etc.) também tem os traços característicos de uma aliança.
Durante o desenvolvimento da humanidade, amizades se tornaram grandes alianças tendo, por exemplo, a amizade de grandes líderes como Luiz Inácio Lula da Silva e Dilma Rousseff, ambos ex-presidentes do Brasil, como um bom exemplo de como isso se tornou uma aliança.
A internet possibilitou a criação de grandes alianças por via de redes sociais. A aliança mais importante e grandiosa do mundo foi a chamada Brunos, sua extensão ia do estado do Rio Grande do Sul até o estado de Alagoas. Sem contar que também estava presente no estado da Flórida, nos Estados Unidos da América.